# Computerspeluitgever
Een computerspeluitgever is een bedrijf dat computerspellen uitgeeft die ontwikkeld zijn door interne of externe computerspelontwikkelaars.
Vergelijkbaar met uitgeverijen van onder andere boeken en dvd's zijn computerspeluitgevers verantwoordelijk voor de marketing van het product. Daarnaast zijn ze vaak deels verantwoordelijk voor het goed verlopen van het ontwikkelproces en derhalve het eindproduct en is de uitgever ook verantwoordelijk voor de financiering van het project.
Grote namen zijn onder andere Sony Interactive Entertainment, Microsoft Studios en Nintendo.